# زهره و منوچهر
زهره و منوچهر شعر بلندی از ایرج میرزا است که در قالب مثنوی و در وزن «مفتعلن مفتعلن فاعلن» سروده شده‌است. این شعر که با مطلعِ «صبح نتابیده هنوز آفتاب / وا نشده دیدهٔ نرگس ز خواب» آغاز می‌شود، محصول آخرین سال عمر وی بود و نتوانست آن را به پایان برساند.
داستان زهره و منوچهر برگرفته از ماجرای عشق «ونوس و آدونیس» از اساطیر رومی است. در طول تاریخ شاعران و نویسندگان بزرگی آثار مهمی را مورد این عشق نافرجام و تلخ خلق کرده‌اند از جمله منظومه ونوس و آدونیس اثر ویلیام شکسپیر که شعر ایرج میرزا نیز برداشت آزادی از شکسپیر است. البته ایرج تغییرات زیادی در داستان داده و به هیچ وجه نمی‌توان این اثر را ترجمه اثر شکسپیر دانست.
ایرج چنان استادانه به نقل این داستان به زبان فارسی پرداخته و آن را با فضای ایرانی درآمیخته که خواننده اثر احساس نمی‌کند که موضوع داستان و شخصیت‌ها از یک اثر خارجی اقتباس شده‌اند. برای مثال آدونیس شکارچی به یک نظامی جوان ایرانی تبدیل شده و به اظهار عشق زهره اینچنین پاسخ می‌دهد:
| جایگه من شده قلب سپاه   |  | قلب زنان را نکنم جایگاه   |
| مردم بی‌اسلحه چون گوسفند |  | در قرق غیرت ما می‌چرند     |
| ناز میاموز تو سرباز را  |  | بهر خود اندوخته کن ناز را |

زهره نیز وقتی از جامه افلاکی درآمده و جامه خاکیان را بر تن می‌کند به رسم زنان ایرانی مقنعه بر سر دارد و وقتی از شاهکارهای خود سخن می‌گوید از خلق هنرمندانی چون کمال‌الملک و پروردن قمرالملوک و دادن قلم در کف دشتی و ساز به دست درویش خان سخن می‌گوید.

## آغاز داستان
داستان در کوهستان‌های ایران روی می‌دهد و منوچهر (آدونیس) قهرمان داستان، جوان نظامی بسیار محجوب، ساده و دوراندیش است. او هنوز لذت مستی و عشق را نچشیده اما زهره (ونوس) دختر زیبا و ناقلای آسمان‌هاست.
داستان از آنجا آغاز می‌شود که زهره در بامدادان از آسمان فرود آمده و در شکارگاه با منوچهر آشنا شده و شیفته او می‌شود و زهره سعی می‌کند با عشوه‌های گوناگون دل او را به دست آورد.

## پایان داستان
مرگ ایرج میرزا، منجر به ناتمام بودن داستان می‌شود و نمی‌توان دریافت که ایرج، چگونه می‌خواسته داستان را به پایان ببرد. اما با توجه به اینکه شاعر، اصل داستان به زبان انگلیسی را در دست داشته و در نسخۀ اصلی، داستان با مرگ آدونیس و ناکامی ونوس به پایان می‌رسد، می‌توان نتیجه گرفت که داستان ایرج نیز با سرانجامی غم‌انگیز روبرو می‌شده‌است.
آنچه امروزه در دیوان ایرج طبع می‌شود، احتمالاً محصول تکمیلی سید عبدالحسین حسابی است.

## نمونهٔ شعر
| زهره پی بوسه چو رخصت گرفت     |  | بوسهٔ خود از سر فرصت گرفت     |
| همچو جوانی که شبانگاه مست     |  | کوزهٔ آب خنک آرد بدست         |
| جست و گرفت از عقب او را به بر |  | کرد دو پا حلقه بر او چون کمر |
| داد سرش را به دل سینه جا      |  | به به از آن متکی و متکا      |
| دست به زیر زنخش جای داد       |  | دست دگر بر سر دوشش نهاد      |
| تار دو گیسوش کشیدن گرفت       |  | لب به لبش هشت و مکیدن گرفت   |